# Liste des distinctions de Pink
P!nk est une chanteuse américaine. Son septième album studio, Beautiful Trauma, est sorti le 13 octobre 2017.

Le huitième album, Hurts to Be Human, est sorti en 2019.

Le 5 février 2019, elle a dévoilé son étoile sur le Walk of Fame de Hollywood Boulevard, à Los Angeles (Californie),.

## ACM Awards
| Année | Travail nommé                                 | Catégorie               | Résultat   |
| ----- | --------------------------------------------- | ----------------------- | ---------- |
| 2017  | Setting The World On Fire, avec Kenny Chesney | Vocal Event of the Year | Nomination |

## Aficia Awards
| Année | Travail nommé | Catégorie                                  | Résultat |
| ----- | ------------- | ------------------------------------------ | -------- |
| 2018  | P!nk          | Artiste Féminine Internationale de l’Année | Lauréat  |

## ALMA Awards
| Année | Travail nommé                       | Catégorie                                                     | Résultat   |
| ----- | ----------------------------------- | ------------------------------------------------------------- | ---------- |
| 2002  | The 43rd Annual GRAMMY Awards (CBS) | Outstanding Performance in a Music, Variety or Comedy Special | Nomination |
| 2002  | Lady Marmalade                      | Outstanding Song in a Motion Picture Soundtrack               | Lauréat    |

## American Music Awards
| Année | Travail nommé | Catégorie                          | Résultat   |
| ----- | ------------- | ---------------------------------- | ---------- |
| 2001  | P!nk          | Favorite Soul/R&B New Artist       | Nomination |
| 2003  | P!nk          | Favorite Pop/Rock Female Artist    | Nomination |
| 2003  | Missundaztood | Favorite Pop/Rock Album            | Nomination |
| 2013  | P!nk          | Favorite Pop/Rock Female Artist    | Nomination |
| 2013  | P!nk          | Favorite Adult Contemporary Artist | Nomination |
| 2018  | P!nk          | Favorite Adult Contemporary Artist | Nomination |

## APRA Music Awards
| Année | Travail nommé | Catégorie                      | Résultat   |
| ----- | ------------- | ------------------------------ | ---------- |
| 2010  | Sober         | International Work of the Year | Nomination |

## ARIA Music Awards
| Année | Travail nommé | Catégorie                         | Résultat   |
| ----- | ------------- | --------------------------------- | ---------- |
| 2011  | P!nk          | Most Popular International Artist | Lauréat    |
| 2013  | P!nk          | Best International Artist         | Nomination |
| 2018  | P!nk          | Best International Artist         | Nomination |

## ASCAP Awards

### ASCAP Pop Music Awards
| Année | Travail nommé         | Catégorie | Résultat |
| ----- | --------------------- | --------- | -------- |
| 2003  | Don't Let Me Get Me   | Best Song | Lauréat  |
| 2003  | Get the Party Started | Best Song | Lauréat  |
| 2008  | U + Ur Hand           | Best Song | Lauréat  |
| 2009  | So What               | Best Song | Lauréat  |
| 2009  | Who Knew              | Best Song | Lauréat  |
| 2017  | Just Like Fire        | Best Song | Lauréat  |

### ASCAP Country Music Awards
| Année | Travail nommé             | Catégorie           | Résultat |
| ----- | ------------------------- | ------------------- | -------- |
| 2017  | Setting the World on Fire | Best Pop New Artist | Lauréat  |

## Billboard Music Awards
| Année | Travail nommé                                 | Catégorie                               | Résultat   |
| ----- | --------------------------------------------- | --------------------------------------- | ---------- |
| 2000  | P!nk                                          | Best Pop New Artist                     | Lauréat    |
| 2002  | Missundaztood                                 | Top 200 Album                           | Nomination |
| 2002  | P!nk                                          | Top Billboard 200 Album Artist          | Nomination |
| 2002  | P!nk                                          | Female Artist of the Year               | Nomination |
| 2002  | P!nk                                          | Top Billboard 200 Album Artist - Female | Lauréat    |
| 2002  | P!nk                                          | Top Hot 100 Singles Artist - Female     | Nomination |
| 2002  | P!nk                                          | Top Hot Top 40 Artist                   | Lauréat    |
| 2013  | P!nk                                          | Woman of the Year                       | Lauréat    |
| 2014  | P!nk                                          | Top Touring Artist                      | Nomination |
| 2017  | Setting The World On Fire, avec Kenny Chesney | Top Country Song                        | Nomination |
| 2017  | Setting The World On Fire, avec Kenny Chesney | Top Country Collaboration               | Lauréat    |
| 2018  | Beautiful Trauma                              | Top Selling Album                       | Nomination |
| 2020  | P!nk                                          | Top Touring Artist                      | Lauréat    |

### Billboard Music Video Awards
| Année | Travail nommé  | Catégorie                   | Résultat   |
| ----- | -------------- | --------------------------- | ---------- |
| 2001  | Lady Marmalade | Director of the Year        | Lauréat    |
| 2001  | Lady Marmalade | Best Dance Clip of the Year | Nomination |

### Billboard Touring Awards
| Année | Travail nommé | Catégorie                   | Résultat   |
| ----- | ------------- | --------------------------- | ---------- |
| 2013  | P!nk          | Top Draw                    | Nomination |
| 2013  | P!nk          | Top Boxscore                | Lauréat    |
| 2013  | P!nk          | Eventful FANS' CHOICE AWARD | Nomination |

### Billboard Live Music Summit & Awards
| Année | Travail nommé | Catégorie      | Résultat |
| ----- | ------------- | -------------- | -------- |
| 2019  | P!nk          | Legend of Live | Lauréat  |

## Blockbuster Entertainment Awards
| Année | Travail nommé | Catégorie                    | Résultat |
| ----- | ------------- | ---------------------------- | -------- |
| 2001  | P!nk          | Favorite Female – New Artist | Lauréat  |

## BMI Pop Awards
| Année | Travail nommé                                                  | Catégorie         | Résultat |
| ----- | -------------------------------------------------------------- | ----------------- | -------- |
| 2008  | U + Ur Hand                                                    | BMI Pop Awards    | Lauréat  |
| 2008  | Who Knew                                                       | BMI Pop Awards    | Lauréat  |
| 2015  | pour son travail d'auteur et son influence dans la pop culture | President’s Award | Lauréat  |
| 2015  | True Love                                                      | Song Award        | Lauréat  |

## Brit Awards
| Année | Travail nommé | Catégorie                               | Résultat   |
| ----- | ------------- | --------------------------------------- | ---------- |
| 2001  | P!nk          | International Female Solo Artist        | Nomination |
| 2001  | P!nk          | International Newcomer                  | Nomination |
| 2003  | Missundaztood | International Album                     | Nomination |
| 2003  | P!nk          | Pop Act                                 | Nomination |
| 2003  | P!nk          | International Female Solo Artist        | Lauréat    |
| 2007  | P!nk          | International Female Solo Artist        | Nomination |
| 2009  | P!nk          | International Female Solo Artist        | Nomination |
| 2014  | P!nk          | International Female Solo Artist        | Nomination |
| 2018  | P!nk          | International Female Solo Artist        | Nomination |
| 2019  | P!nk          | Outstanding Contribution to Music Award | Lauréat    |

## British LGBT Awards
| Année | Travail nommé | Catégorie    | Résultat   |
| ----- | ------------- | ------------ | ---------- |
| 2018  | P!nk          | Music Artist | Nomination |

## Channel V Thailand Music Video Awards
| Année | Travail nommé  | Catégorie               | Résultat |
| ----- | -------------- | ----------------------- | -------- |
| 2002  | Lady Marmalade | Popular Duo/Group Video | Lauréat  |

## Coke Juice Awards
| Année | Travail nommé  | Catégorie      | Résultat |
| ----- | -------------- | -------------- | -------- |
| 2001  | Lady Marmalade | Best R&B Video | Lauréat  |

## CMA Awards
| Année | Travail nommé                                 | Catégorie                 | Résultat    |
| ----- | --------------------------------------------- | ------------------------- | ----------- |
| 2017  | Setting The World On Fire, avec Kenny Chesney | Musical Event of the Year | Nomination, |

## CMT Music Awards
| Année | Travail nommé                                 | Catégorie                       | Résultat   |
| ----- | --------------------------------------------- | ------------------------------- | ---------- |
| 2017  | Setting The World On Fire, avec Kenny Chesney | Collaborative Video of the Year | Nomination |

## Dorian Awards
| Année | Travail nommé                                               | Catégorie                          | Résultat    |
| ----- | ----------------------------------------------------------- | ---------------------------------- | ----------- |
| 2018  | Beautiful Trauma aux American Music Awards, diffusé sur ABC | TV Musical Performance of the Year | Nomination, |

## Echo Awards
| Année | Travail nommé | Catégorie                                                            | Résultat |
| ----- | ------------- | -------------------------------------------------------------------- | -------- |
| 2018  | P!nk          | Künstlerin International = Best International Rock/Pop Female Artist | Lauréat, |

## Emmy Awards

### Daytime Emmy Awards
| Année | Travail nommé                                 | Catégorie                                    | Résultat |
| ----- | --------------------------------------------- | -------------------------------------------- | -------- |
| 2016  | The Ellen DeGeneres Show pour Today's The Day | Outstanding Promotional Announcement — Image | Lauréat, |

## Fonogram Awards
| Année | Travail nommé        | Catégorie                                     | Résultat   |
| ----- | -------------------- | --------------------------------------------- | ---------- |
| 2004  | Try This             | Pop Album of the Year                         | Lauréat    |
| 2013  | The Truth About Love | Pop/Rock Album of the Year                    | Nomination |
| 2018  | What About Us        | Pop/Rock Album or Voice Recording of the Year | Nomination |

## Futurpop Music Awards
| Année | Travail nommé  | Catégorie                                     | Résultat   |
| ----- | -------------- | --------------------------------------------- | ---------- |
| 2019  | Hurts 2B Human | Meilleur album international                  | Nomination |
| 2019  | P!nk           | Meilleure artiste pop féminine internationale | Nomination |

## GAFFA Awards

### Danish Gaffa Awards
| Année | Travail nommé    | Catégorie                             | Résultat   |
| ----- | ---------------- | ------------------------------------- | ---------- |
| 2018  | Beautiful Trauma | International Album of the Year       | Nomination |
| 2018  | P!nk             | International Solo Artist of the Year | Nomination |

## Gay and Lesbian Entertainment Critics Association (GALECA)
| Année | Travail nommé    | Catégorie                                           | Résultat   |
| ----- | ---------------- | --------------------------------------------------- | ---------- |
| 2018  | Beautiful Trauma | Dorian Award for TV Musical Performance of the Year | Nomination |

## Global Awards
| Année | Travail nommé | Catégorie         | Résultat   |
| ----- | ------------- | ----------------- | ---------- |
| 2018  | What About Us | Best Song         | Nomination |
| 2018  | P!nk          | Best Female       | Nomination |
| 2018  | P!nk          | Mass Appeal Award | Nomination |

## Grammy Awards
| Année | Travail nommé                                  | Catégorie                           | Résultat   |
| ----- | ---------------------------------------------- | ----------------------------------- | ---------- |
| 2002  | Lady Marmalade                                 | Best Pop Collaboration with Vocals  | Lauréat    |
| 2003  | Get the Party Started                          | Best Female Pop Vocal Performance   | Nomination |
| 2003  | Missundaztood                                  | Best Pop Vocal Album                | Nomination |
| 2004  | Trouble                                        | Best Female Rock Vocal Performance  | Lauréat    |
| 2004  | Feel Good Time, avec William Orbit             | Best Pop Collaboration with Vocals  | Nomination |
| 2007  | Stupid Girls                                   | Best Female Pop Vocal Performance   | Nomination |
| 2009  | So What                                        | Best Female Pop Vocal Performance   | Nomination |
| 2010  | Funhouse                                       | Best Pop Vocal Album                | Nomination |
| 2010  | Sober                                          | Best Female Pop Vocal Performance   | Nomination |
| 2011  | Recovery, album de Eminem                      | Album of the Year                   | Nomination |
| 2011  | Imagine                                        | Best Pop Collaborations with Vocals | Lauréat    |
| 2012  | Fuckin' Perfect                                | Best Pop Solo Performance           | Nomination |
| 2013  | The Truth About Love                           | Best Pop Vocal Album                | Nomination |
| 2014  | Just Give Me a Reason                          | Song of the Year                    | Nomination |
| 2014  | Just Give Me a Reason                          | Best Pop Duo/Group Performance      | Nomination |
| 2015  | The Truth About Love Tour: Live From Melbourne | Best Music Film                     | Nomination |
| 2017  | Setting The World On Fire, avec Kenny Chesney  | Best Country Duo/Group Performance  | Nomination |
| 2017  | Just Like Fire                                 | Best Song Written For Visual Media  | Nomination |
| 2018  | What About Us                                  | Best Pop Solo Performance           | Nomination |
| 2019  | Beautiful Trauma                               | Best Pop Vocal Album                | Nomination |
| 2022  | All I Know So Far                              | Best Song Written For Visual Media  | Nomination |

## Guild of Music Supervisors Awards
| Année | Travail nommé  | Catégorie                              | Résultat   |
| ----- | -------------- | -------------------------------------- | ---------- |
| 2017  | Just Like Fire | Best Song/Recording Created for a Film | Nomination |

## Helpmann Awards
| Année | Travail nommé                               | Catégorie                               | Résultat   |
| ----- | ------------------------------------------- | --------------------------------------- | ---------- |
| 2004  | Try This Tour                               | Best International Contemporary Concert | Nomination |
| 2010  | Funhouse Tour                               | Best International Contemporary Concert | Lauréat    |
| 2014  | The Truth About Love Tour, avec Live Nation | Best International Contemporary Concert | Nomination |

## Hollywood Music in Media Awards
| Année | Travail nommé  | Catégorie                                | Résultat |
| ----- | -------------- | ---------------------------------------- | -------- |
| 2016  | Just Like Fire | Best Original Song - Sci-Fi/Fantasy Film | Lauréat  |

## iHeartRadio Music Awards
| Année | Travail nommé                              | Catégorie                 | Résultat   |
| ----- | ------------------------------------------ | ------------------------- | ---------- |
| 2017  | Just Like Fire                             | Best Song from a Movie    | Nomination |
| 2018  | P!nk                                       | Female Artist of the Year | Nomination |
| 2019  | A Million Dreams (P!nk & Willow Sage Hart) | Best Cover Song           | Nomination |

## International Dance Music Award
| Année | Travail nommé | Catégorie            | Résultat   |
| ----- | ------------- | -------------------- | ---------- |
| 2009  | So What       | Best Pop Dance Track | Nomination |

## Juice TV Awards
| Année | Travail nommé  | Catégorie      | Résultat |
| ----- | -------------- | -------------- | -------- |
| 2001  | Lady Marmalade | Best R&B Video | Lauréat  |

## Juno Awards
| Année | Travail nommé        | Catégorie                       | Résultat   |
| ----- | -------------------- | ------------------------------- | ---------- |
| 2014  | The Truth About Love | International Album of the Year | Nomination |

## LOS40 Music Awards
| Année | Travail nommé        | Catégorie                 | Résultat   |
| ----- | -------------------- | ------------------------- | ---------- |
| 2013  | The Truth About Love | Best International Album  | Nomination |
| 2013  | P!nk                 | Best International Female | Nomination |

## Meteor Music Awards
| Année | Travail nommé | Catégorie                 | Résultat   |
| ----- | ------------- | ------------------------- | ---------- |
| 2009  | P!nk          | Best International Female | Nomination |

## MTV Awards

### MTV Australia Awards
| Année | Travail nommé     | Catégorie                 | Résultat   |
| ----- | ----------------- | ------------------------- | ---------- |
| 2007  | U + Ur Hand       | Best Pop Video            | Nomination |
| 2007  | I'm Not Dead      | Album of the Year         | Nomination |
| 2007  | P!nk              | Female Artist of the Year | Lauréat    |
| 2007  | Who Knew          | Download of the Year      | Lauréat    |
| 2008  | I'm Not Dead Tour | MTV Live Performer Award  | Lauréat    |
| 2009  | So What           | Best Video                | Lauréat    |

### MTV Europe Music Awards(EMA)
| Année | Travail nommé         | Catégorie                    | Résultat   |
| ----- | --------------------- | ---------------------------- | ---------- |
| 2001  | Lady Marmalade        | Best Song                    | Nomination |
| 2002  | Get the Party Started | Best Song                    | Lauréat    |
| 2002  | Missundaztood         | Best Album                   | Nomination |
| 2002  | P!nk                  | Best Pop                     | Nomination |
| 2002  | P!nk                  | Best Female                  | Nomination |
| 2003  | P!nk                  | Best Pop                     | Nomination |
| 2003  | P!nk                  | Best Female                  | Nomination |
| 2006  | Stupid Girls          | Best Video                   | Nomination |
| 2008  | So What               | Most Addictive Track         | Lauréat    |
| 2012  | P!nk                  | Best Female                  | Nomination |
| 2012  | P!nk                  | Worldwide Act North American | Nomination |
| 2013  | P!nk                  | Best Live                    | Nomination |
| 2018  | P!nk                  | Best Live                    | Nomination |
| 2019  | P!nk                  | Best Live                    | Nomination |

### MTV Movie Awards
| Année | Travail nommé                                           | Catégorie  | Résultat   |
| ----- | ------------------------------------------------------- | ---------- | ---------- |
| 2004  | P!nk, dans Charlie's Angels : Les Anges se déchaînent ! | Best Cameo | Nomination |

### MTV Video Music Awards Latinoamérica
| Année | Travail nommé | Catégorie                       | Résultat |
| ----- | ------------- | ------------------------------- | -------- |
| 2002  | P!nk          | Best Pop Artist — International | Lauréat  |

### MTV Video Music Awards(VMA)
| Année | Travail nommé | Catégorie                            | Résultat   |
| ----- | --- | ------------------------------------ | ---------- |
| 2000  | There You Go | Best New Artist                      | Nomination |
| 2001  | Lady Marmalade | Video of the Year                    | Lauréat    |
| 2001  | Lady Marmalade | Best Video from a Film               | Lauréat    |
| 2001  | Lady Marmalade | Best Pop Video                       | Nomination |
| 2001  | Lady Marmalade | Best Dance Video                     | Nomination |
| 2001  | Lady Marmalade | Best Choreography in a Video         | Nomination |
| 2001  | Lady Marmalade | Best Art Direction in a Video        | Nomination |
| 2002  | Get the Party Started                                                                                                | Best Female Video                    | Lauréat    |
| 2002  | Get the Party Started                                                                                                | Best Dance Video                     | Lauréat    |
| 2002  | Get the Party Started                                                                                                | Best Pop Video                       | Nomination |
| 2006  | Stupid Girls | Best Pop Video                       | Lauréat    |
| 2009  | Sober | Best Female Video                    | Nomination |
| 2010  | Funhouse | Best Direction                       | Nomination |
| 2010  | Funhouse | Best Editing                         | Nomination |
| 2011  | Fuckin' Perfect | Best Video with a Message            | Nomination |
| 2013  | Just Give Me a Reason (feat. Nate Ruess)                                                                             | Best Collaboration                   | Lauréat    |
| 2013  | Just Give Me a Reason (feat. Nate Ruess)                                                                             | Best Female Video                    | Nomination |
| 2013  | Just Give Me a Reason (feat. Nate Ruess)                                                                             | Best Editing                         | Nomination |
| 2017  | pour son impact avant-gardiste sur la musique, la culture pop, la mode et la philanthropie (distinction honorifique) | Michael Jackson Video Vanguard Award | Lauréat    |
| 2018  | What About Us | Best Pop Video                       | Nomination |
| 2023  | TRUSTFALL | Best Pop Video                       | Nomination |

### MTV Video Music Awards Japan
| Année | Travail nommé         | Catégorie              | Résultat   |
| ----- | --------------------- | ---------------------- | ---------- |
| 2002  | Lady Marmalade        | Best Video from a Film | Lauréat    |
| 2002  | P!nk                  | Best Pop Artist        | Nomination |
| 2004  | Feel Good Time        | Best Video from a Film | Lauréat    |
| 2010  | Please Don't Leave Me | Best Pop Video         | Nomination |
| 2013  | Try                   | Best Choreography      | Nomination |

## Music Video Production Awards
| Année | Travail nommé         | Catégorie      | Résultat   |
| ----- | --------------------- | -------------- | ---------- |
| 2006  | Stupid Girls          | Best Make-Up   | Nomination |
| 2006  | Stupid Girls          | Best Hair      | Nomination |
| 2013  | Try                   | Best Hair      | Nomination |
| 2013  | Try                   | Best Pop Video | Nomination |
| 2013  | Just Give Me a Reason | Best Editing   | Nomination |

## MuchMusic Video Awards(MMVA)
| Année | Travail nommé    | Catégorie                               | Résultat   |
| ----- | ---------------- | --------------------------------------- | ---------- |
| 2006  | Stupid Girls     | Best International Video- Artist        | Nomination |
| 2011  | Raise Your Glass | MuchMusic.com Most Watched Video        | Nomination |
| 2013  | Try              | International Video of the Year- Artist | Nomination |
| 2013  | P!nk             | Your Fave International Artist/Group    | Nomination |

## Nickelodeon Kids' Choice Awards
| Année | Travail nommé         | Catégorie              | Résultat   |
| ----- | --------------------- | ---------------------- | ---------- |
| 2001  | P!nk                  | Favorite Female Artist | Nomination |
| 2002  | P!nk                  | Favorite Female Artist | Lauréat    |
| 2002  | Get the Party Started | Favorite Song          | Lauréat    |
| 2003  | P!nk                  | Favorite Female Artist | Nomination |
| 2013  | P!nk                  | Favorite Female Artist | Nomination |
| 2018  | P!nk                  | Favorite Female Artist | Nomination |

### Nickelodeon Australian Kids' Choice Awards
| Année | Travail nommé | Catégorie                 | Résultat   |
| ----- | ------------- | ------------------------- | ---------- |
| 2007  | P!nk          | Fave International Singer | Lauréat    |
| 2008  | P!nk          | Fave International Singer | Nomination |
| 2009  | P!nk          | Fave International Singer | Lauréat    |

## NME Awards
| Année | Travail nommé | Catégorie          | Résultat   |
| ----- | ------------- | ------------------ | ---------- |
| 2003  | P!nk          | Worst Haircut      | Nomination |
| 2003  | P!nk          | Artist of the Year | Nomination |
| 2003  | P!nk          | Best Solo Artist   | Nomination |
| 2004  | P!nk          | Best Solo Artist   | Nomination |

## NRJ Music Awards
| Année               | Travail nommé | Catégorie                                  | Résultat   |
| ------------------- | ------------- | ------------------------------------------ | ---------- |
| 2003                | pinkspage.com | Site internet de l'année                   | Nomination |
| 2003                | P!nk          | Révélation internationale de l'année       | Nomination |
| 2004                | P!nk          | Artiste féminine internationale de l'année | Nomination |
| 2007                | Stupid Girls  | Clip de l'année                            | Nomination |
| 2007                | P!nk          | Artiste féminine internationale de l'année | Nomination |
| 2009                | Funhouse      | Album international de l'année             | Nomination |
| 2009                | P!nk          | Artiste féminine internationale de l'année | Nomination |
| 2011                | P!nk          | Artiste féminine internationale de l'année | Nomination |
| 2013                | P!nk          | Artiste féminine internationale de l'année | Nomination |
| 2013 - 15th Edition | P!nk          | Artiste féminine internationale de l'année | Nomination |
| 2017                | P!nk          | Artiste féminine internationale de l'année | Nomination |
| 2018                | P!nk          | Artiste féminine internationale de l'année | Nomination |
| 2019                | P!nk          | Artiste féminine internationale de l'année | Nomination |

## People's Choice Awards
| Année | Travail nommé               | Catégorie                | Résultat   |
| ----- | --------------------------- | ------------------------ | ---------- |
| 2006  | Stupid Girls                | Favorite Pop Song        | Nomination |
| 2010  | P!nk                        | Favorite Female Artist   | Nomination |
| 2011  | P!nk                        | Favorite Female Artist   | Nomination |
| 2011  | P!nk                        | Favorite Pop Artist      | Nomination |
| 2013  | P!nk                        | Favorite Female Artist   | Nomination |
| 2013  | P!nk                        | Favorite Pop Artist      | Nomination |
| 2014  | P!nk                        | Favorite Female Artist   | Nomination |
| 2014  | Just Give Me a Reason       | Favorite Music Video     | Nomination |
| 2014  | Just Give Me a Reason       | Favorite Song            | Nomination |
| 2019  | P!nk                        | Artist of the Year       | Nomination |
| 2019  | Beautiful Trauma World Tour | Concert Tour of the Year | Nomination |

### People's Choice Country Awards
| Année | Travail nommé      | Catégorie      | Résultat |
| ----- | ------------------ | -------------- | -------- |
| 2023  | Just Say I'm Sorry | Crossover song | Lauréat  |

## Pollstar Awards
| Année | Travail nommé               | Catégorie                      | Résultat   |
| ----- | --------------------------- | ------------------------------ | ---------- |
| 2007  | P!nk & Justin Timberlake    | Most Creative Tour Package     | Lauréat    |
| 2013  | P!nk                        | Major Tour of the Year         | Nomination |
| 2013  | P!nk                        | Most Creative Stage Production | Lauréat    |
| 2018  | Beautiful Trauma World Tour | Best Pop Tour                  | Nomination |

## Pop Awards
| Année | Travail nommé | Catégorie              | Résultat   |
| ----- | ------------- | ---------------------- | ---------- |
| 2018  | What About Us | Song Of The Year Award | Nomination |

## Q Awards
| Année | Travail nommé         | Catégorie  | Résultat |
| ----- | --------------------- | ---------- | -------- |
| 2002  | Get the Party Started | Best Video | Lauréat  |

## Radio Music Awards
| Année | Travail nommé  | Catégorie                          | Résultat |
| ----- | -------------- | ---------------------------------- | -------- |
| 2001  | Lady Marmalade | Song of the Year: Top 40-Pop Radio | Lauréat  |

## Satellite Awards
| Année | Travail nommé   | Catégorie          | Résultat   |
| ----- | --------------- | ------------------ | ---------- |
| 2011  | Bridge of Light | Best Original Song | Nomination |

## Smash Hits Poll Winners Party
| Année | Travail nommé | Catégorie        | Résultat |
| ----- | ------------- | ---------------- | -------- |
| 2002  | P!nk          | Best Female Solo | Lauréat  |

## Swiss Music Awards
| Année | Travail nommé | Catégorie                         | Résultat |
| ----- | ------------- | --------------------------------- | -------- |
| 2010  | Funhouse      | Best Pop/Rock International Album | Lauréat  |

## Teen Choice Awards
| Année | Travail nommé                            | Catégorie                                  | Résultat   |
| ----- | ---------------------------------------- | ------------------------------------------ | ---------- |
| 2001  | Lady Marmalade                           | Song of the Summer                         | Lauréat    |
| 2001  | Lady Marmalade                           | Choice Music: Dance Track                  | Nomination |
| 2001  | P!nk                                     | Choice Female Artist                       | Nomination |
| 2002  | Missundaztood                            | Choice Music: Album                        | Nomination |
| 2002  | Get the Party Started                    | Choice Music – Single                      | Nomination |
| 2002  | P!nk                                     | Choice Female Artist                       | Nomination |
| 2003  | P!nk                                     | Choice Female Artist                       | Nomination |
| 2007  | U + Ur Hand                              | Payback Track                              | Nomination |
| 2013  | Just Give Me a Reason (feat. Nate Ruess) | Choice Love song                           | Nomination |
| 2013  | P!nk                                     | Summer Music Star: Female                  | Nomination |
| 2013  | P!nk                                     | Female Artist                              | Nomination |
| 2016  | Just Like Fire                           | Choice Music: Song from a Movie of TV Show | Nomination |
| 2016  | P!nk                                     | Choice Summer Music Star: Female           | Nomination |

## The Music Factory Awards
| Année | Travail nommé  | Catégorie                       | Résultat |
| ----- | -------------- | ------------------------------- | -------- |
| 2001  | Lady Marmalade | International Video of the Year | Lauréat  |

## TMF Awards

### TMF Awards — Belgique
| Année | Travail nommé  | Catégorie              | Résultat |
| ----- | -------------- | ---------------------- | -------- |
| 2001  | Lady Marmalade | Best Video of the Year | Lauréat  |

### TMF Awards — Pays-Bas
| Année | Travail nommé  | Catégorie              | Résultat   |
| ----- | -------------- | ---------------------- | ---------- |
| 2002  | Lady Marmalade | Best Video of the Year | Lauréat    |
| 2006  | Stupid Girls   | Best Video of the Year | Nomination |

## UK Music Video Awards
| Année | Travail nommé | Catégorie                    | Résultat   |
| ----- | ------------- | ---------------------------- | ---------- |
| 2017  | What About Us | Best Choreography in a Video | Nomination |

## My VH1 Music Awards
| Année | Travail nommé  | Catégorie                                   | Résultat   |
| ----- | -------------- | ------------------------------------------- | ---------- |
| 2001  | Lady Marmalade | Is It Hot in Here Or Is It Just My Video    | Lauréat    |
| 2001  | Lady Marmalade | My Favorite Video                           | Lauréat    |
| 2001  | Lady Marmalade | There's No "I" In Team (Best Collaboration) | Nomination |

## World Music Awards
| Année | Travail nommé | Catégorie                                     | Résultat   |
| ----- | ------------- | --------------------------------------------- | ---------- |
| 2003  | P!nk          | World Best Selling American Pop Female Artist | Lauréat    |
| 2006  | P!nk          | World's Best Selling Pop/Rock Artist          | Nomination |
| 2007  | P!nk          | World's Best Selling Pop/Rock Artist          | Nomination |
| 2008  | P!nk          | World's Best Selling Pop/Rock Artist          | Nomination |

## 4Music Video Honours
| Année | Travail nommé           | Catégorie  | Résultat   |
| ----- | ----------------------- | ---------- | ---------- |
| 2012  | P!nk                    | Best Girl  | Nomination |
| 2012  | Blow Me (One Last Kiss) | Best Video | Nomination |